# 三文字站
三文字站（日语：／ Sammoji eki */?）是位於鹿兒島縣曾於郡大崎町假宿，日本國有鐵道（國鐵）的大隅線車站（廢站）。

## 歷史
- 1937年（昭和12年）4月19日 - 古江東線車站啟用。
- 1938年（昭和13年）10月10日 - 路線名稱改為古江線。
- 1945年（昭和20年）6月20日 - 車站暫停營業。
- 1946年（昭和21年）12月10日 - 車站恢復營業。
- 1972年（昭和47年）9月9日 - 路線名稱改為大隅線[2]。
- 1984年（昭和59年）2月1日 - 成為無人車站。
- 1987年（昭和62年）3月14日 - 大隅線全線廢止，此站也廢止[2]。

## 廢止時的車站構造
此站是地面車站，設有1面1線的單式月台。此站是無人車站。車站設有車站大樓。

## 車站周邊
- 持留川

## 相鄰車站
日本國有鐵道
大隅線
大隅大崎－三文字－東串良

## 注腳
1. 1 2 3 4  . JTB出版. : 333 （日语）.
2. 1 2  . 鐵道雜誌（日语：鉄道ジャーナル） (鐵道雜誌社). 1987-06, 21 (7): 96–98 （日语）.